# 코리아컵 국제축구대회
코리아컵 국제축구대회는 1971년부터 1999년까지 개최된 대한민국 유일의 국제 축구 대회로, 출범 당시의 이름은 박대통령컵 쟁탈 아시아축구대회였다. 코리아컵은 대한축구협회가 대한민국 축구 국가대표팀의 기량 향상과 아시아 축구 발전을 위해 창설하였다. 유럽과 남미의 명문 축구클럽과 국가대표팀들을 초청하여 수준 높은 경기를 보여주면서 대한민국의 축구 발전에 이바지한 대한민국 유일의 국제 축구 대회였다.

## 대회 명칭 변경사
- 1971–1975
  - 공식 국문 명칭: 박대통령컵 쟁탈 아시아축구대회[2] (별칭: 박스컵, Park's Cup)
  - 공식 영문 명칭: President's Cup Football Tournament[3]
- 1976–1978
  - 공식 국문 명칭: 박대통령컵 쟁탈 국제축구대회[4][5]
  - 공식 영문 명칭: President Park's Cup Football Tournament[6]
- 1979–1993
  - 공식 국문 명칭: 대통령배 국제축구대회[7][8]
  - 공식 영문 명칭: President's Cup Football Tournament[9] (1979–1985)
0000000000000President's Cup International Football Tournament (1987–1993)
- 1995–1999
  - 공식 국문 명칭: 코리아컵 국제축구대회
  - 공식 영문 명칭: Korea Cup

## 연도별 우승 팀
| 1  | 1971 | 대한민국 · 버마                                         | 빈칸                                                    | 인도네시아                                              | 말레이시아                                              | 대한민국 vs 태국 (개막전) - 대한뉴스 제826호 대한민국 vs 버마 (결승전) - 대한뉴스 제827호 대한민국 vs 버마 (결승전, 재경기) - 대한뉴스 제828호                              |                                                         |                                                         |                                                         |
| 2  | 1972 | 버마                                                    | 인도네시아                                              | 대한민국                                                | 말레이시아                                              | |                                                         |                                                         |                                                         |
| 3  | 1973 | 버마 · 크메르 공화국                                    | 빈칸                                                    | 대한민국                                                | 말레이시아                                              | 대한민국 vs 크메르 공화국 (개막전) - 대한뉴스 제951호 대한민국 vs 크메르 공화국 (개막전)                                                                                    |                                                         |                                                         |                                                         |
| 4  | 1974 | 대한민국                                                | PSMS 메단                                               | 버마                                                    | 크메르 공화국                                           | 대한민국 vs 일본 B팀 (개막전) - 대한뉴스 제983호 대한민국 vs PSMS 메단 (결승전) - 대한뉴스 제984호                                                                          |                                                         |                                                         |                                                         |
| 5  | 1975 | 대한민국                                                | 버마                                                    | 호마 FC                                                 | 일본 B                                                  | |                                                         |                                                         |                                                         |
| 6  | 1976 | 대한민국 화랑 · 브라질 상파울루주 프로리그 U-21 선발팀  | 빈칸                                                    | 대한민국 충무                                           | 뉴질랜드                                                | 대한민국 vs 말레이시아 (개막전) - 대한뉴스 제1100호 |                                                         |                                                         |                                                         |
| 7  | 1977 | 브라질 상파울루주 프로리그 U-21 선발팀                  | 대한민국                                                | 말레이시아 · 태국                                       | 빈칸                                                    | 대한민국 vs 태국 (개막전) - 대한뉴스 제1150호 |                                                         |                                                         |                                                         |
| 8  | 1978 | 대한민국 화랑                                           | 워싱턴 디플로매츠                                       | 대한민국 충무                                           | FAR 라바트                                              | 대한민국 vs 워싱턴 디플로매츠 (개막전) - 대한뉴스 제1202호 대한민국 B vs FAR 라바트(3/4위전) - 대한뉴스 제1203호 대한민국 vs 워싱턴 디플로매츠 (결승전) - 대한뉴스 제1203호 |                                                         |                                                         |                                                         |
| 9  | 1979 | 비토리아 FC                                             | 대한민국 화랑                                           | 바레인                                                  | 대한민국 충무                                           | 대한민국 vs 수단 (개막전) - 대한뉴스 제1255호 |                                                         |                                                         |                                                         |
| 10 | 1980 | 대한민국 화랑                                           | 인도네시아                                              | 대한민국 충무                                           | 태국                                                    | |                                                         |                                                         |                                                         |
| 11 | 1981 | 대한민국 화랑 · 라싱 코르도바                           | 빈칸                                                    | 비토리아 FC                                             | 다누비오 FC                                             | 대한민국 vs LB 샤토루 (개막전) - 대한뉴스 제1337호 대한민국 vs 라싱 코르도바 (결승전) 대한뉴스 제1339호                                                                     |                                                         |                                                         |                                                         |
| 12 | 1982 | 대한민국 화랑 · 오페라리우 FC                           | 빈칸                                                    | PSV 에인트호번                                          | 할렐루야 축구단                                         | 대한민국 vs PSV 에인트호번 (개막전) - 대한뉴스 1388호 대한민국 vs 오페라리우 FC (결승전) 대한뉴스 제1390호                                                                  |                                                         |                                                         |                                                         |
| 13 | 1983 | PSV 에인트호번                                          | 대한민국                                                | 가나                                                    | 미국                                                    | |                                                         |                                                         |                                                         |
| 14 | 1984 | 방구 AC                                                 | 할렐루야 축구단                                         | 대한민국                                                | 바이어 04 레버쿠젠                                      | 방구 AC vs 할렐루야 축구단 (결승전) - 대한뉴스 제1493호 |                                                         |                                                         |                                                         |
| 15 | 1985 | 대한민국 월드컵 대표팀                                  | 대한민국 88 올림픽팀                                    | 방구 AC                                                 | 이라크                                                  | 대한민국 vs 바레인 (개막전) - 대한뉴스 제1544호 대한민국 vs CA 우라칸 - 대한뉴스 제1544호 대한민국 vs 대한민국 B (결승전) - 대한뉴스 제1546호                               |                                                         |                                                         |                                                         |
|    | 1986 | 1986년 아시안 게임이 열리는 관계로 대회를 개최하지 않음 | 1986년 아시안 게임이 열리는 관계로 대회를 개최하지 않음 | 1986년 아시안 게임이 열리는 관계로 대회를 개최하지 않음 | 1986년 아시안 게임이 열리는 관계로 대회를 개최하지 않음 | 1986년 아시안 게임이 열리는 관계로 대회를 개최하지 않음 | 1986년 아시안 게임이 열리는 관계로 대회를 개최하지 않음 | 1986년 아시안 게임이 열리는 관계로 대회를 개최하지 않음 | 1986년 아시안 게임이 열리는 관계로 대회를 개최하지 않음 |
| 16 | 1987 | 대한민국 A팀                                            | 오스트레일리아                                          | 이집트 & 대한민국 B팀 (공동 3위)                        | 이집트 & 대한민국 B팀 (공동 3위)                        | 대한민국 B팀 vs 포르튀나 시타르트 |                                                         |                                                         |                                                         |
| 17 | 1988 | 체코슬로바키아                                          | 소련 B팀                                                | 대한민국 A팀                                            | 이와냐누 나티오날레                                     | 대한민국 vs 세리에 C U21 선발팀 (개막전) 대한민국 vs 클루브 아틀라스 |                                                         |                                                         |                                                         |
| 18 | 1989 | 체코슬로바키아                                          | 브뢴뷔 IF                                               | 대한민국 대한민국 청룡                                  | SL 벤피카                                               | 대한민국 화랑 vs 체코슬로바키아 |                                                         |                                                         |                                                         |
| 19 | 1991 | 대한민국                                                | 이집트                                                  | 오스트레일리아 · 소련 올림픽 대표팀                     | 오스트레일리아 · 소련 올림픽 대표팀                     | |                                                         |                                                         |                                                         |
| 20 | 1993 | 이집트                                                  | 대한민국                                                | 체코 선발팀 · 루마니아 선발팀                           | 체코 선발팀 · 루마니아 선발팀                           | 대한민국 B팀 v 루마니아 선발팀 대한민국 B팀 vs 오스트레일리아 |                                                         |                                                         |                                                         |
| 21 | 1995 | 에콰도르                                                | 잠비아                                                  | 대한민국 & 코스타리카 (공동 3위)                        | 대한민국 & 코스타리카 (공동 3위)                        | 대한민국 vs 킬마녹 FC |                                                         |                                                         |                                                         |
| 22 | 1997 | 대한민국                                                | 유고슬라비아                                            | 이집트                                                  | 가나                                                    | 대한민국 vs 이집트 대한민국 vs 가나 대한민국 vs 유고슬라비아 |                                                         |                                                         |                                                         |
| 23 | 1999 | 크로아티아                                              | 멕시코                                                  | 대한민국                                                | 이집트                                                  | 대한민국 vs 크로아티아 |                                                         |                                                         |                                                         |

## 같이 보기
- 대한축구협회
- 대한민국 축구 국가대표팀
- 대한민국 축구 국가대표팀 경기 결과
- 구정컵
- 기린컵
- 네루컵 국제축구대회
- 머라이언컵 국제축구대회
- 메르데카 국제축구대회
- 인도네시아 독립컵
- 자카르타 기념 국제축구대회
- 퀸스컵
- 킹스컵
- IFA 실드

## 참고 자료
- 대한축구협회 웹사이트 남자국가대표 경기일정/결과